# Compagnia dei sacerdoti di San Sulpizio
La Compagnia dei sacerdoti di San Sulpizio (in latino Societas presbyterorum a Sancto Sulpitio) è una società clericale di vita apostolica di diritto pontificio: i membri della congregazione, detti popolarmente sulpiziani, pospongono al loro nome la sigla P.S.S.

## Storia

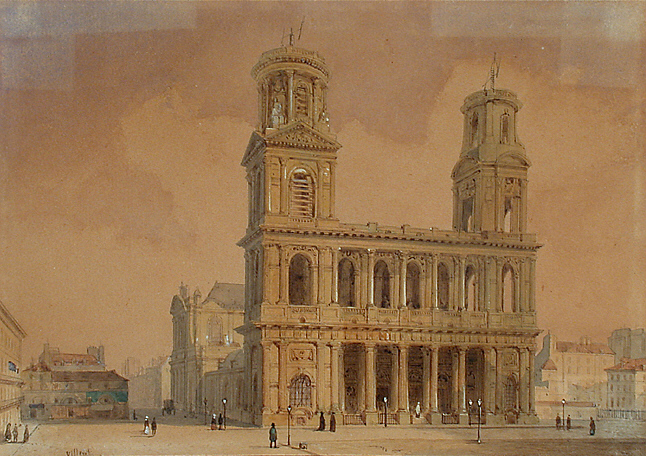
La facciata della chiesa di San Sulpizio a Parigi, da cui prende il nome la congregazione

La congregazione venne fondata da Jean-Jacques Olier (1608-1657): di nobile famiglia, venne avviato giovanissimo alla carriera ecclesiastica e, all'età di dodici anni, venne nominato abate di Pébrac; studiò alla Sorbona e a Roma e, dopo un pellegrinaggio a Loreto, decise di diventare sacerdote; tornato in patria, venne ordinato prete, si unì alla compagnia dei missionari di Vincenzo de' Paoli, suo direttore spirituale, e iniziò a predicare le missioni nelle zone rurali dell'Alvernia.
Nei suoi spostamenti, Olier ebbe modo di constatare lo stato di prostrazione morale e intellettuale in cui era caduto il clero francese. Qualche anno prima, con il decreto Cum adulescentium aetas, il Concilio di Trento aveva ordinato ai vescovi diocesani la costruzione di seminari per risolvere il problema dell'ignoranza e dell'impreparazione dei sacerdoti: l'applicazione del decreto tridentino, però, fu molto difficoltosa in Francia, soprattutto per gli alti costi che la costituzione e il mantenimento dei seminari comportavano.
Olier pensò allora di dedicarsi alla formazione dei candidati al sacerdozio e, assieme a due compagni, il 29 novembre 1641 aprì un seminario a Vaugirard; il 15 agosto 1642 il fondatore venne nominato parroco di San Sulpizio a Parigi e la sede dell'istituto venne trasferita presso tale chiesa. Presto i "signori" di San Sulpizio vennero richiesti dai vescovi delle piccole diocesi del Paese per assumere la direzione dei loro seminari: nel 1649 vennero chiamati a Nantes, nel 1650 a Viviers, nel 1652 a Le Puy-en-Velay, nel 1653 a Clermont-Ferrand e nel 1657 raggiunsero anche Montréal, in Canada.
Dopo la scomparsa di Olier, i sulpiziani si occuparono anche dell'organizzazione dei seminari di Lione e Limoges. Tuttavia, non era nelle intenzioni del fondatore dare inizio a una nuova congregazione: fu il suo successore alla guida della parrocchia di San Sulpizio, Alexandre Le Ragois de Bretonvilliers (1621-1676), a dare un'organizzazione giuridica alla compagnia. Il 3 agosto 1664 fece approvare i sulpiziani da Flavio Chigi, legato di papa Alessandro VII, il che gli consentì di aprire un noviziato; i sulpiziani vennero riconosciuti come compagnia di "sacerdoti secolari donati a Nostro Signore per servire il suo clero", che non emettevano voti, ma la promessa di perseverare nell'istituto e di non accettare benefici ecclesiastici. Le costituzioni redatte da Bretonvilliers per i suoi sacerdoti vennero approvate dal re di Francia nel 1713.
Dispersi in Francia durante la Rivoluzione francese, nel 1792 i sulpiziani trasferirirono la loro sede principale presso il seminario di Baltimora, negli Stati Uniti d'America. Il seminario di Parigi venne riaperto da Jacques-André Émery nel 1801: nuovamente soppresso da Napoleone, venne ripristinato nel 1814. La compagnia venne approvata civilmente da Luigi XVIII il 3 aprile 1816 e nel 1863 papa Pio IX confermò l'approvazione del 1664. L'approvazione definitiva della Santa Sede giunse l'8 luglio 1931.

## Attività e diffusione
Lo scopo di questa congregazione è principalmente la gestione dei seminari e la formazione e l'aggiornamento del clero.
La compagnia è presente in Canada, Colombia, Francia, Stati Uniti d'America, Vietnam e Zambia. La sede generalizia è a Parigi.
Al 31 dicembre 2005 la compagnia contava 28 case e 316 membri, tutti sacerdoti.